# José Hernández Díaz
José Hernández Díaz (Sevilla, 8 de mayo de 1906-ibidem, 14 de octubre de 1998) fue un catedrático de Historia del Arte en la Universidad de Sevilla y alcalde de Sevilla. Centró sus investigaciones en el barroco sevillano. Fue miembro de la Real Academia Sevillana de Buenas Letras. Regentó la Dirección General de Enseñanza Universitaria.

## Biografía
Estudió en el Instituto General y Técnico, actualmente denominado Instituto San Isidoro, y en la Facultad de Filosofía y Letras, para hacer en Madrid el doctorado. Como docente fue director del Instituto Murillo y desde 1950, catedrático de Historia del Arte en la Universidad de Sevilla, hasta su jubilación en 1976. Centró sus investigaciones en el barroco sevillano, con numerosas publicaciones sobre la imaginería sevillana.
En 1951 fue vicerrector de la Universidad de Sevilla y entre 1955 y 1963, rector de la misma. Según Francisco Márquez Villanueva, mientras rector amenazó a su profesor, Francisco López Estrada, con "tomar represalias contra él si no se me expulsaba". En 1968 fue nombrado rector honorario. En 1940 se le encomendó la creación de la Escuela de Bellas Artes Santa Isabel de Hungría de Sevilla de la cual fue director y catedrático hasta su jubilación.
Miembro de la Real Academia de Bellas Artes, fue su presidente desde 1951 hasta 1992, siendo posteriormente presidente de honor. Fue miembro también de las Reales Academias Sevillana de Buenas Letras (y vicedirector de ésta), Bellas Artes de San Fernando de Madrid, Historia de Madrid, Bellas Artes San Jorge de Barcelona, Bellas Artes San Carlos de Valencia, Ciencias y Nobles Artes de Córdoba e Hispano-Americana de Cádiz y miembro de otras extranjeras como la Hispanic Society of America.
En el ámbito político fue alcalde de Sevilla de 1963 a 1966 y director general de Enseñanza Universitaria de 1966 a 1968. Durante su mandato, tendría lugar la destrucción del Palacio de los Sánchez-Dalp, sito en la plaza del Duque de Sevilla, uno de los más hermosos de la ciudad, para construir en su lugar el edificio del centro comercial El Corte Inglés, lo que supondría uno de los mayores atentados arquitectónicos contra la ciudad. Procurador en Cortés, recibió entre muchas otras la gran cruz de la Orden del Mérito Civil, la gran cruz de la Orden de Isabel la Católica y la gran cruz de la Orden de Alfonso X el Sabio.
Aquilató en su vida veinte títulos académicos, desempeñando quince altos cargos y recibiendo once condecoraciones. A su muerte donó testamentariamente su archivo personal, que se trasladó desde el domicilio en la calle Virgen de la Antigua al Archivo General de Andalucía el 27 de abril de 1999.